# Ola Haldorsen
Ola Haldorsen (Bugøynes, 29 aprile 1965) è un allenatore di calcio ed ex calciatore norvegese, di ruolo difensore.

## Carriera

### Giocatore

#### Club
Haldorsen giocò nel Bodø/Glimt, prima di passare al Moss. Qui poté debuttare nella 1. divisjon, in data 30 aprile 1989: fu schierato titolare nella vittoria per 0-1 in casa dello Start. Il 28 maggio successivo arrivò la sua prima rete nella massima divisione norvegese, nel pareggio per 2-2 contro il Vålerengen. Nel 1991 tornò al Bodø/Glimt, dove vinse la Coppa di Norvegia 1993. Vi rimase fino al 1998.

### Allenatore
Nel 2005, fu nominato allenatore del Bodø/Glimt, ma non riuscì a salvare il club dalla retrocessione in 1. divisjon. A febbraio 2012, diventò allenatore dello Junkeren.

## Palmarès

### Club

#### Competizioni nazionali
- Coppa di Norvegia: 1

Bodø/Glimt: 1993